# Tynset (plaats)
Tynset is een plaats in de Noorse gemeente Tynset, provincie Innlandet. Tynset telt 2321 inwoners (2007) en heeft een oppervlakte van 2,65 km². Het dorp heeft een station aan Rørosbanen. Dagelijks vertrekken meerdere treinen richting Hamar en Trondheim.